# Domenico Quaglio

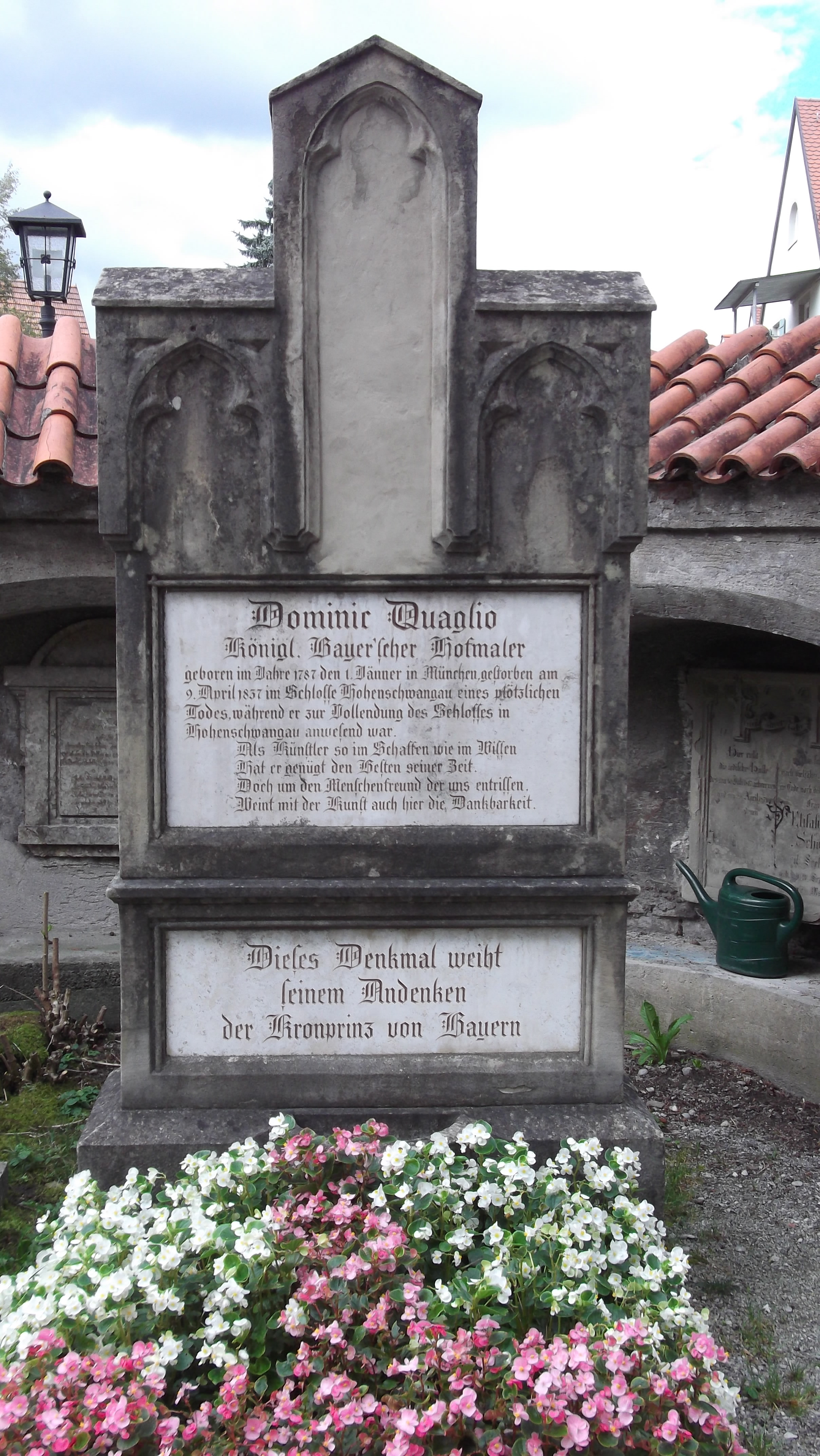
Domenico Quaglios grav.

Johann Domenico Quaglio, född den 1 januari 1787 i München, död den 9 april 1837, var en tysk målare.
Domenico Quaglio var den mest betydande konstnären i släkten Quaglio. Från teatermåleri övergick han till arkitekturmålning, 
målade, tecknade, litograferade och stack i koppar utsikter och interiörer från medeltidsbyggnader i Tyskland, Frankrike och Italien. Han är rikt representerad i Nya pinakoteket i München; arbeten av honom finns även i Berlins nationalgalleri och andra tyska museer. Han utgav flera arbeten om medeltidsarkitektur. När dåvarande kronprinsen Maximilian av Bayern 1832 förvärvat det förfallna slottet Hohenschwangau, gav han Quaglio i uppdrag att återuppbygga det i gotisk stil. Quaglio avled under arbetets gång.